# Sarah Köhler
Sarah Wellbrock, née Köhler (née le 20 juin 1994 à Hanau) est une nageuse allemande, spécialisée dans les épreuves de nage en eau libre.

## Biographie
Le 18 juillet 2019, Sarah Köhler remporte la médaille d'or du 5 km en eau libre par équipes avec l'Allemagne, à Gwangju, en Corée du Sud.

## Palmarès

### Championnats du monde
- Championnats du monde 2019 à Gwangju ( Corée du Sud) :
  -  Médaille d'or du 5 km en eau libre par équipes (avec l'Allemagne)
  -  Médaille d'argent du 1 500 m nage libre